# 马克西姆·托皮林
马克西姆·阿纳托利耶维奇·托皮林（羅馬化：Maksim Anatol'yevich Topilin；1967年4月19日—）是俄罗斯经济学家。他拥有一级高级国家官员的头衔。
2012年5月至2020年1月，他担任劳动与社会保障部部长。2020年1月至2021年2月，他担任俄罗斯联邦养老基金负责人。

## 制裁
托皮林于2022年因俄乌战争而受到加拿大和英国政府制裁。